# 王海玲 (歌手)
王海玲（1963年1月21日—），台灣校園民歌歌手，活躍於1970年代末期。
出生於台北，王海玲1979年冬季以北一女學生的資格參加金韻獎，以一曲〈My Heart Belongs to Me〉打敗了施孝榮，獲得冠軍，隨後同年灌錄了《忘了我是誰》收錄於1980年夏季推出的《金韻獎（六）》，她也憑著此曲走紅台灣校園民歌界。出道僅高中二年級，也因此她被稱為台灣「最年輕的校園民歌手」。後來畢業自國立台灣大學的王海玲，大部分時間均轉為幕後工作，今仍從事唱片製作及教唱等工作，她的學生包括張韶涵、蕭煌奇、黃朝威、林尚謙等。其妹王海娟為雜誌社出版界知名人士。

## 專輯或單曲
個人專輯：
- 《偈》 1980年底，新格唱片
- 《王海玲專輯（從此以後）》 1982年夏，新格唱片
- 《海边幻影》 1982年底
- 《在雨中》 1984年初，歐帝威唱片
- 《歸鄉》 1984年夏，歐帝威唱片
- 《花月正春風》 1986年2月，光美唱片/全美唱片
- 《珍珠戀》 1987年初，金聲唱片/鉅聲唱片
- 《手中岁月》 1987年夏，鉅聲唱片
- 《重逢 民歌精選輯》 1998年
- 《別忘了我是誰》，2002年，上揚唱片

單曲：
- 《忘了我是誰》（《金韻獎6》，1980年）
- 《勿忘塵》《雪花的快樂》（《金韻獎7》，1980年）
- 《我心似清泉》《沉醉東風》（《金韻獎10》，1982年）